# McLaren MP4-31
O McLaren MP4-31 é um monoposto de corrida construído pela equipe McLaren para a disputa da temporada de 2016 da Fórmula 1. O carro será pilotado por Fernando Alonso, Jenson Button e Stoffel Vandoorne.
A McLaren foi a segunda equipe a anunciar a data de lançamento do seu novo carro para a temporada de 2016. O MP4-31 será lançado no dia 21 de Fevereiro, em Barcelona, um dia antes do início dos testes da pré-temporada, que acontecerá no Circuito da Catalunha.  No mesmo dia também será lançado o carro da estreante Haas.
A equipe anunciou no dia 9 de fevereiro, por meio da rede social, twitter, que o chassi ja foi aprovado no teste de impacto da FIA, o MP4-31 e um dos carros mais esperados para essa temporada, muito em função do rendimento baixo de seu antecessor, o MP4-30, e também pela equipe ser uma das mais tradicionais do grid.

## Pré-Temporada[4]
Um dado é representativo do quanto o conjunto McLaren-Honda melhorou se comparado ao mesmo período em 2015, pouco antes da abertura do campeonato. Enquanto nos oito dias de testes da pré-temporada, este ano, Fernando Alonso e Jenson Button completaram 3.305,1 quilômetros de testes com o modelo MP4/31-Honda, em 2015, em 12 dias de treinos, portanto quatro a mais, foram 1.751 quilômetros, ou menos da metade.
O carro vai para a pista, agora, e permite a Alonso e Button completarem séries seguidas de voltas. Esse o maior saldo da pré-temporada para o projeto da associação McLaren-Honda.
As dificuldades da Honda foram tantas na temporada de estreia na era da tecnologia das unidades híbridas que Alonso e Button receberam 12 unidades cada um, enquanto o limite era quatro. No GP do México, 17º do calendário, portanto no fim da temporada, Button recebeu como punição 50 posições no grid e Alonso, 15, por a Honda substituir tudo na unidade motriz.
Pelo que os treinos em Barcelona demonstraram, essa fase crítica de enfrentar a complexa era das unidades híbridas parece ter sido superada pelos japoneses, conforme a quilometragem deste ano atesta. Mas afirmar, como fez Alonso, que em breve a McLaren-Honda vai lutar com a Ferrari e eventualmente a Mercedes pelo pódio, representa uma ousadia.

## Desempenho
A McLaren mostrou sinais de evolução em relação à temporada 2015. No entanto, o tumultuado momento político e a dificuldade em angariar fortes patrocinadores ainda prejudica o projeto deste ano

## Estatística
| X              | Fernando Alonso | Jenson Button | Stoffel Vandoorne |
| Pontos         | 54              | 21            | 1                 |
| Vitórias       | 0               | 0             | 0                 |
| Pole Positions | 0               | 0             | 0                 |
| Volta Rápida   | 1               | 0             | 0                 |
| Pódios         | 0               | 0             | 0                 |
| Abandonos      | 3               | 6             | 0                 |